# Děložní hrdlo
Děložní hrdlo (syn. děložní krček, lat. cervix) je nejspodnější část dělohy, která představuje bariéru mezi dutinou děložního těla a pochvou. Má velmi silnou stěnu, která je tvořena hladkou svalovinou a velkým množstvím hustého kolagenního vaziva.

## Části děložního hrdla
Děložní hrdlo ční do pochvy jako děložní čípek (portio vaginalis cervicis). Sliznice, která z poševní strany pokrývá děložní čípek, je kryta vrstevnatým dlaždicovitým epitelem a nazývá se ektocervix.
Kanálek děložního hrdla se otevírá do dělohy vnitřním děložním otvorem (ostium uteri internum) a ústí do vaginy na děložním čípku zevním děložním otvorem (ostium uteri externum)
Běžně je kanálek, který prochází děložním hrdlem a spojuje pochvu a dělohu, velmi úzký. Sliznice vystýlající děložní hrdlo tvoří podélné slizniční řasy, které do sebe zapadají a tak otvor dokonale uzavírají. Sliznice je pokryta jednovrstevným cylindrickým epitelem, jehož buňky sliznice produkují hlen, jehož konzistence se mění v závislosti na pohlavním cyklu. Tato sliznice se nazývá endocervix. Uzávěra děložního hrdla zabraňuje průniku nečistot a choroboplodných zárodků do dělohy, vejcovodů a břišní dutiny. Dá se říci, že hrdlo a děložní čípek patří k ochranným bariérám dělohy.
Vnitřní průměr děložního hrdla ženy je 7–8 mm, během porodu ale až 10 cm.

## Hlen
V plodných dnech ženy (nebo při říji u samic zvířat) se charakter vylučovaného hlenu mění, hlen je řidší a dovoluje spermiím proniknout do dělohy. Sledování změn hlenu pro dosažení nebo vyhnutí se početí využívají metody tzv. přirozeného plánování rodičovství. Většina druhů hormonální antikoncepce zabraňuje řídnutí hlenu, a tak vytváří bariéru proti průniku spermií.
Během těhotenství uzavírá děložní hrdlo hlenová zátka, která chrání děložní dutinu před průnikem mikroorganismů, ale i spermií. Několik hodin před prvními porodními bolestmi se hlenová zátka uvolní.

## Funkce děložního hrdla
Při porodu je husté vazivo hrdla nasáklé tkáňovým mokem natolik, že se změní ve vazivo řídké, což umožní dostatečné rozšíření pro umožnění průchodu plodu. Rozšířením a „spotřebováním“ hrdla a čípku při porodu začne proces konečného vypuzení plodu.
Hrdlo děložní tak signalizuje změny v organizmu, například těhotenství již zmíněnou hlenovou zátkou, která je rozeznatelná již v prvních týdnech gravidity.
Během menstruace se kanálek děložního hrdla mírně roztáhne, aby se mohlo vylučovat odumřelé endometrium. Roztahování děložního krčku může být příčinou křečovitých bolestí v podbřišku, které menstruaci mohou doprovázet.
Během ženského orgasmu se děložní krček smrští a zevní děložní otvor se roztáhne. Doktor R. Robin Baker a dr. Mark A. Bellis z Manchesterské univerzity jako první vypracovali teorii, podle které tato reakce slouží k nasátí semene z pochvy do dělohy, tedy ke zvětšení pravděpodobnosti, že dojde k otěhotnění. Později ale vědci, hlavně doktorka Elisabeth A. Lloyd, zpochybňovali smysl této teorie a kvalitu experimentálních dat, která byla použita k jejímu podložení.

## Nemoci děložního hrdla
Poměrně běžným problémem je ektropium, stav, kdy endocervix začne přerůstat do pochvy. Protože tyto buňky produkují hlen, může se projevovat výtoky. Léčí se laserem.

### Rakovina děložního hrdla
Rakovina děložního hrdla se dá poměrně snadno odhalit pomocí preventivních výtěrů, i tak ale často bývá smrtelným onemocněním. V poslední době se ukazuje, že jistý podíl na propuknutí rakoviny má pohlavně přenášený virus (HPV). Žena, která měla více partnerů, by proto neměla opomíjet nutnost preventivních prohlídek u odborníka.
Konizací čípku potom rozumíme seříznutí přečnívající části děložního hrdla do pochvy. Je to ještě dnes praktikovaná operace, která odstraňuje nádorovými buňkami poškozený čípek. Komplikací po několika dnech může být silné krvácení po odloučení strupu.